# Кріс Санде
Крістофер Джозеф Санде (англ. Christopher Joseph Sande, 10 лютого 1964) — кенійський професійний боксер, призер Олімпійських ігор.

## Спортивна кар'єра
На Олімпійських іграх 1988 завоював бронзову медаль.
- В 1/16 фіналу переміг Хуана Монтіеля (Уругвай) — KO 3
- В 1/8 фіналу переміг Пола Камела (Камерун) — 5-0
- У чвертьфіналі переміг Франко Ваньяма (Уганда) — 5-0
- У півфіналі програв Генрі Маске (НДР) — 0-5

Після Олімпіади переїхав у США, де розпочав професйну кар'єру. Здобувши сім перемог поспіль, почав виходити проти сильніших суперників, чергуючи перемоги з поразками. Серед тих, кому Санде програвав, були Кріс Джонсон (Канада) та двічі майбутній чемпіон IBF Йорі Бой Кампас (Мексика).